# Cabañas (Copán)
Cabañas – gmina (municipio) w zachodnim Hondurasie, w departamencie Copán. W 2010 roku zamieszkana była przez ok. 12,6 tys. mieszkańców. Siedzibą administracyjną jest miejscowość Cabañas.

## Położenie
Gmina położona jest w południowo-zachodniej części departamentu. Graniczy z 5 gminami:
- San Rita od północy i wschodu,
- La Unión od wschodu,
- San Fernando i San Jorge od południa,
- Copán Ruinas od zachodu.

## Miejscowości
Według Narodowego Instytutu Statystycznego Hondurasu na terenie gminy położone były następujące wsie:

- Cabañas
- Barbasqueadero
- Descombros
- El Guayabo
- El Llano
- Guarumal
- Ingenios
- La Cumbre de San Juan
- La Unión de San Juan
- Las JuntasN
- Las Peñas
- Lomas de La Esperanza
- Miramar
- Mirasolito de La Esperanza
- Mirasolito de RíoNegro
- Motagua
- Pinalito
- Platanares
- Pueblo Viejo
- Río Negro
- San José de Miramar

## Demografia
Według danych honduraskiego Narodowego Instytutu Statystycznego na rok 2010 struktura wiekowa i płciowa ludności w gminie przedstawiała się następująco:
| Wiek      | 0–3   | 4–6   | 7–12  | 13–17 | 18–24 | 25–64 | 65+ | razem  |
| Cabañas   | 1 777 | 1 409 | 2 179 | 1 419 | 1 601 | 3 822 | 427 | 12 634 |
| Mężczyźni | 819   | 708   | 1 061 | 718   | 825   | 1 907 | 221 | 6 259  |
| Kobiety   | 959   | 701   | 1 118 | 701   | 776   | 1 915 | 206 | 6 375  |